# 퇴고
퇴고(推敲)는 초고를 바탕으로 수정·보완하고 정리하는 작업을 뜻한다. 주로 시, 소설 등의 문학에서 편집을 하는 과정 속에 퇴고가 포함된다. 집필자를 기준으로 보면 마지막 단계에 해당하지만 편집자를 기준으로 보면 기초 단계로 볼 수 있고, 퇴고가 이루어지는 과정에서 집필자와 편집자 간에 꾸준한 의견 교환이 이루어지는 것이 보통이다. 퇴고를 꼼꼼하게 하는 것은 좋은 글을 만드는 기본 요건에 해당되므로 초고 작성 못지않게 중요한 과정이다.

## 어원
'퇴고'라는 말은 당나라의 시인 가도가 "새는 못가 나무에 자고 중은 달빛 아래 문을 미는구나(한자:鳥宿池邊樹僧推月下門)"라는 시구에서 퇴(推:밀다)라는 어구를 고(敲:두드리다)로 바꾸면 어떨까 하고 고민하였다는 《당시고사》에 실린 일화에서 비롯되었다.

## 원칙
정확하고 올바른 퇴고를 위해서는 대체로 다음의 세 가지 원칙을 따르는 것이 좋다.
첫째, 쓰인 글에서 빠진 부분과 부족하다고 느껴지는 부분을 찾아 보완해야 한다.
둘째, 불필요한 부분이 들어가 있거나 지나치게 많이 들어간 것들을 찾아 삭제해야 한다.
셋째, 글의 순서를 바꾸었을 때 더욱 효과적일 부분은 없는지 살펴보고, 문장 구성을 변경하여 주제 전개의 양상을 부분적으로 고친다.

## 같이 보기
- 가도